# Oradour (Cantal)
Oradour ist eine Ortschaft im französischen Département Cantal in der Region Auvergne-Rhône-Alpes. Die vormals eigenständige Gemeinde im Kanton Saint-Flour-2 und im Arrondissement Saint-Flour wurde mit Wirkung vom 1. Januar 2017 mit Lavastrie, Neuvéglise und Sériers zur Commune nouvelle Neuvéglise-sur-Truyère zusammengelegt.  Seither ist sie eine Commune déléguée.

## Geografie
Die Gemeindegemarkung auf 620–1159 Metern über Meereshöhe umfasste 33,77 km². Nachbarorte sind Gourdièges im Nordwesten, Cussac im Norden, Neuvéglise im Osten, Espinasse im Südosten, Sainte-Marie im Südwesten und Pierrefort im Westen.

## Bevölkerungsentwicklung
| Jahr      | 1962 | 1968 | 1975 | 1982 | 1990 | 1999 | 2008 | 2014 |
| --------- | ---- | ---- | ---- | ---- | ---- | ---- | ---- | ---- |
| Einwohner | 548  | 481  | 434  | 342  | 302  | 299  | 294  | 244  |

## Persönlichkeiten
- Abel Le Dudal (1939–2009), Radrennfahrer